# Вилла Корнаро
Вилла Корнаро, Вилла Корнер (итал. Villa Cornaro, Villa Cornèr) — вилла, расположенная в Пьомбино-Дезе (провинция Падуя), в 30 км к северо-западу от Венеции. Спроектирована выдающимся архитектором Андреа Палладио для Джорджо Корнаро в 1552 году и описана архитектором во второй книге его трактата «Четыре книги об архитектуре» (I quattro libri dell’architettura, 1570).
В 1996 году Вилла Корнаро была включена в список Всемирного наследия ЮНЕСКО вместе с другими палладианскими виллами в регионе Венето.

## История

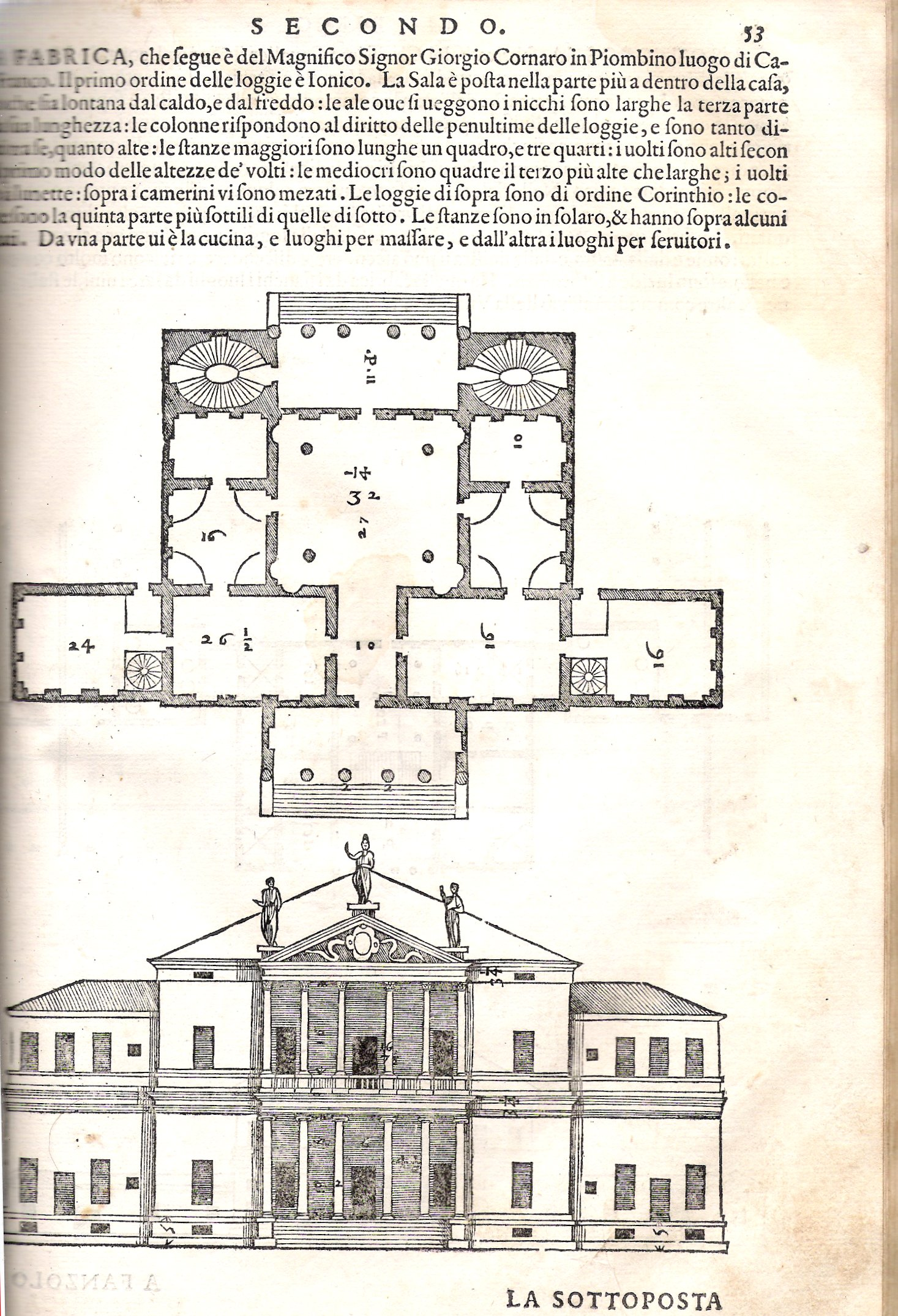
Вилла Корнаро. Страница издания А. Палладио «Четыре книги об архитектуре». 1570

Семья Корнаро (Корнер) засвидетельствована в Пьомбино с 1422 года, она имела в своём владении более трёхсот полей в окрестностях Тревизо и множество различных хозяйственных построек. В 1551 году, после смерти Джироламо Корнера из ветви, называемой «ди Сан-Кассиано» или «делла Реджина», его сыновья Андреа и Джорджо разделили его имущество в Пьомбино. Вилла Корнаро была в основном построена в 1553—1554 годах с дополнительными работами в 1590-х годах, уже после смерти Палладио, для Джорджо Корнаро, младшего сына богатой семьи.
В начале XIX века вилла перешла к другим семьям, которые продолжали её использовать в качестве жилого дома до 1951 года. В последующие двадцать лет она пережила период серьёзного упадка, во время которого здание использовали различные организации и, в конце концов, оно было заброшено. В 1969 году виллу Корнаро у организации правительства Италии приобрёл Ричард Раш (Richard Rush) из Гринвича, занимающийся сохранением национальных памятников Италии в Венето (L’Ente per le Ville Venete). Он и его жена Джулия реставрировали виллу и обставляли её антиквариатом в течение двадцати лет. С 1996 года вилла охраняется как часть объекта Всемирного наследия «Город Виченца и палладианские виллы Венето» (City of Vicenza and the Palladian Villas of the Veneto).
В 1989 году виллу у доктора Раша приобрели Карл и Салли Гейбл из Атланты, штат Джорджия, США, за 2 миллиона долларов. В 2017 году супруги выставили виллу на продажу; запрашиваемая цена составляла 35 миллионов британских фунтов стерлингов.

## Архитектура
композиция виллы оригинальна и, одновременно, типична для творчества Андреа Палладио. Это одна из самых известных его построек. Она идеально симметрична со всех сторон. Центральный объём, как и в Вилле Альмерико-Капра ла Ротонда вписывается в куб, при этом соблюдается «правило прямого угла» и параллельности диагоналей в качестве основного инструмента пропорционирования. Два одинаковых фасада, передний и задний, образованы двухъярусной лоджией; каждая оформлена шестиколонным портиком: в нижних ярусах ионического, в верхних — коринфского ордера согласно принципу суперпозиции архитектурных ордеров.
Внутреннее пространство представляет собой гармоничное расположение строго симметричных планов этажей, вписанных в квадрат, на которых всегда настаивал Палладио. Планы отдельных комнат пропорционированы в один, полтора и два квадрата (Палладио использовал только кратные отношения). Они расположены вдоль одной, центральной оси и вокруг центрального двусветного четырёхколонного зала.
Как заметил Рудольф Виттковер, за счёт перемещения вспомогательных лестниц в выступающие крылья и заполнения соответствующих угловых пространств парными овальными главными лестницами архитектором было оставлено место для центрального зала, который по ширине равен портикам фасадов.
Интерьеры украшены фресками XVIII века Маттиа Бортолони. Статуи членов семьи Корнаро и декоративную лепку в интерьерах выполнил Камилло Мариани.
Благодаря иллюстрации и описанию виллы в трактате Палладио «Четыре книги об архитектуре», вилла Корнаро стала образцом для архитекторов-палладианцев и многих аналогичных построек во всём мире, особенно в Англии. Наиболее яркие примеры: Дом Мраморного холма (Marble Hill House, 1724—1729) архитектора Морриса Роджера, Дрейтон-холл (1738—1742) в Чарльстоне, Южная Каролина (США), усадьба Монтичелло по проекту Томаса Джефферсона (1768—1770, первый вариант).

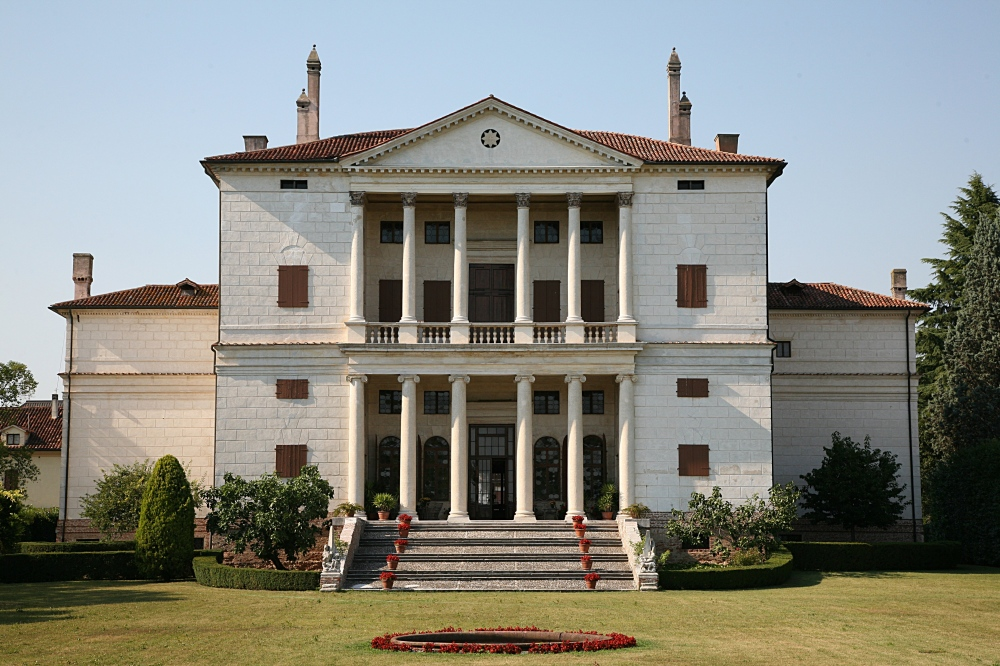
Вилла Корнаро. Задний фасад виллы
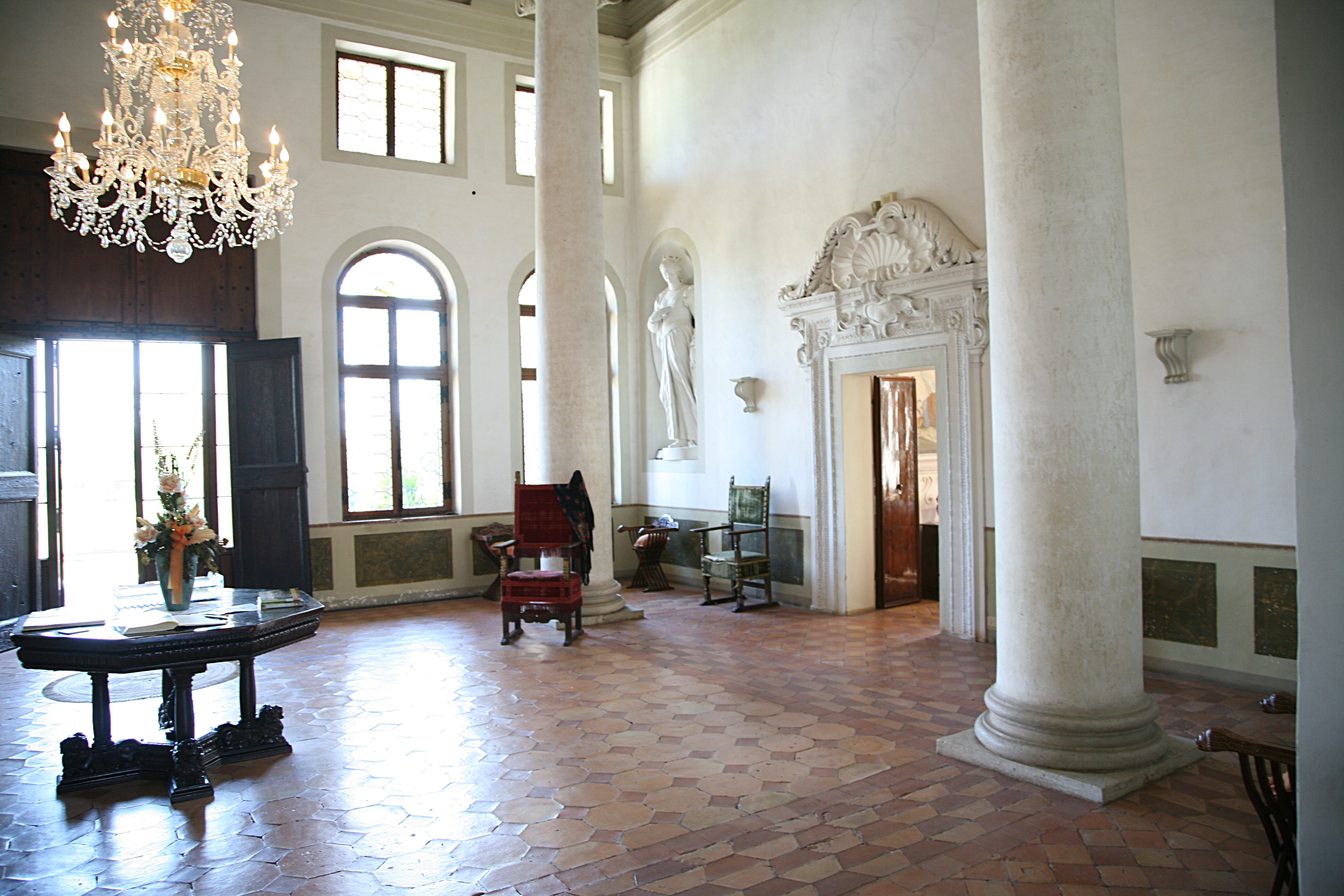
Центральный (четырёхколонный) зал (Гостиная)
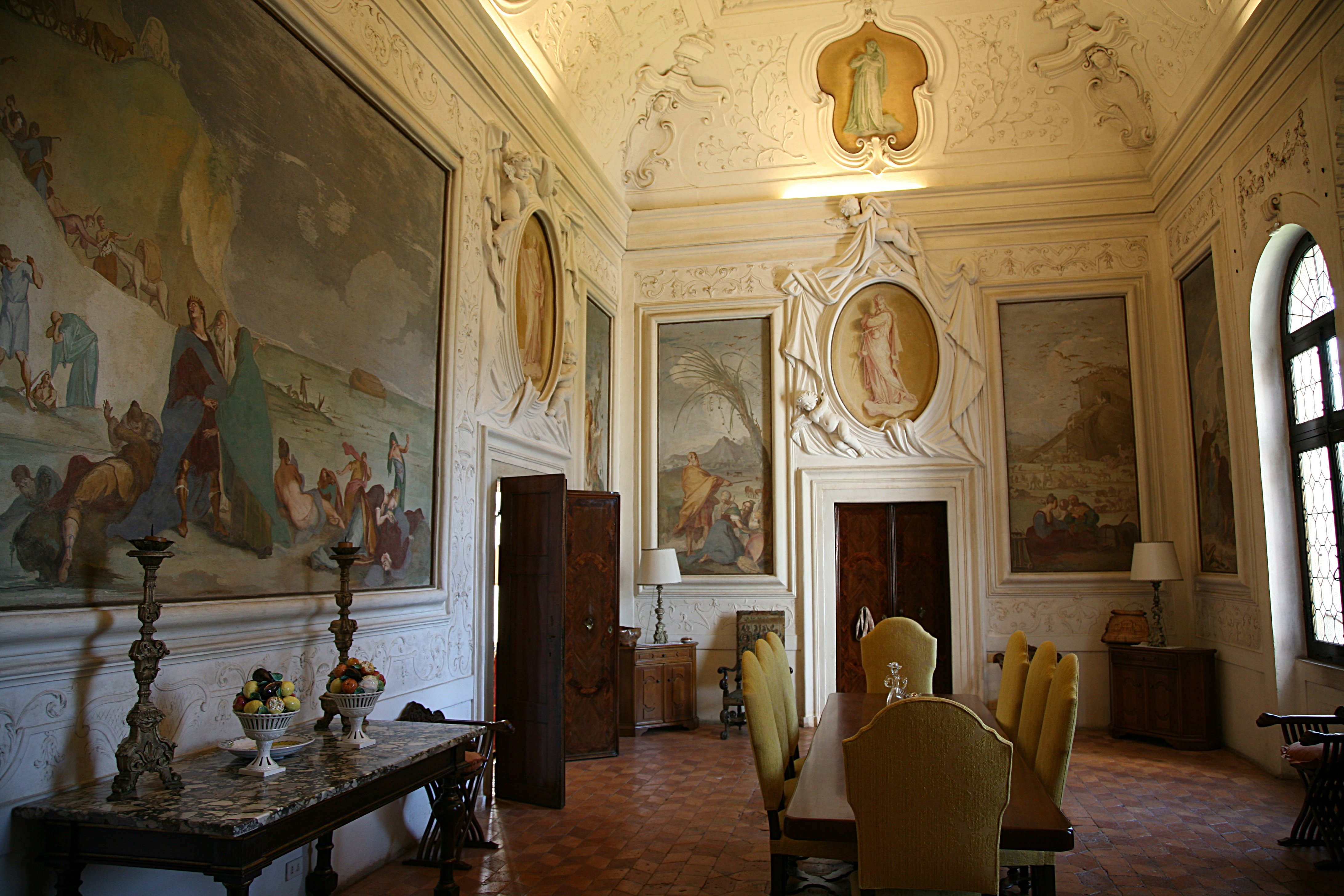
Одна из комнат виллы (Столовая)